# Alon Shvut
Pour les articles homonymes, voir Alon.
Alon Shvut (אַלּוֹן שְׁבוּת en hébreu) est une colonie israélienne illégale selon le droit international, implantée en Cisjordanie, territoire palestinien occupé. Elle est située au sud-ouest de Jérusalem, à mi-chemin entre les villes de Bethléem et de Hébron, à 4,6 km de la ligne verte, à l'ouest de la barrière de séparation israélienne.
Alon Shvut a été créée en 1970 ; elle est administrée par le conseil régional du Goush Etzion (bloc d'Etzion en français) et devient un centre régional pour les communautés du Goush Etzion. Sa population, fin 2011, s'élevait à 3 051 habitants.

## Étymologie
Alon Shvut signifie « Le chêne du retour ». C'est une référence au retour des Juifs chassés du Gush Etzion par la Légion arabe jordanienne en 1948. Après la destruction des communautés du Gush Etzion, les survivants et les enfants avaient l'habitude de se rassembler une fois l'an pour apercevoir le seul arbre restant, un chêne qui devint « l'Unique Chêne ». La colonie est adjacente à ce chêne, qui reste un symbole essentiel de renouveau et de continuité pour Alon Shvut et le Goush Etzion. Il est d'ailleurs présent sur l'emblème du Conseil Régional du Goush Etzion.

## Histoire

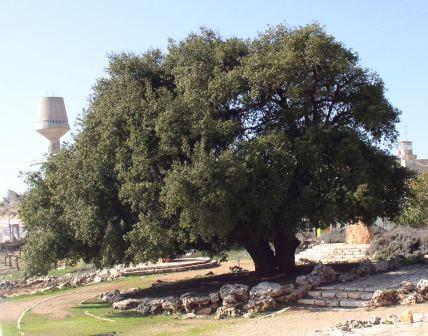
« L'Unique Chêne »

La colonie a été créée en 1970. C'était un quartier pour les familles affiliées à une association de yeshivot. Alon Shvut n'avait pas de grandes ambitions mais devint quand même un centre agricole régionale et pour de nombreuses années eut la seule clinique, la seule épicerie, le seul bureau de poste et la seule banque de toute la zone. Depuis le récent changement d'Efrat, qui est devenue une ville, Alon Shvut garde encore un peu de son ancien rôle : c'est elle est qui a participé à l'augmentation de la population dans le Gush Etzion. En 2011, Alon Shvut avait 3051 habitants.
La hausse des habitants à Alon Shvut est due à la présence de la Yeshivat Har Etzion. En plus de l'école religieuse, beaucoup de ses étudiants ont construit leurs maisons dans la ville. L'ouverture du "Herzog College for Teachers" (école qui forme les enseignants religieux) et de l'institut Zomet (groupe de recherche scientifique qui respecte la loi religieuse juive), ainsi qu'un complexe scolaire, ont attiré des étudiants et leurs familles. Certaines familles vivant avant 1948 et revenues au Goush Etzion après sa prise aux Jordaniens en 1967 lors de la guerre des Six Jours par Tsahal ont considéré qu'Alon Shvut était une alternative aux kibboutzim.
Les colons d'Alon Shvut, considérant qu'il n'existe pas de « terre palestinienne privée », multiplient les exactions à l'encontre des terres agricoles cultivées par les Palestiniens dans le voisinage de la colonie israélienne, notamment à Khirbet Susya, un « village millénaire ».
En 2015, le juge de la Cour suprême Noam Sohlberg, un colon qui réside à Alon Shvut, rejette la plainte du conseil du village voisin de Khirbet Susya (en) qui sollicitait un appui contre la décision étatique israélienne d'expulser les habitants palestiniens de leurs terres et de démolir leurs maisons. Ainsi selon le média +972 Magazine, la colonie d'Alon Shvutz « étend ses ailes, elle qui contrôle déjà des centaines d'hectares de terres agricoles et de pâturages qui étaient autrefois utilisés par Khirbet Susya et les villages environnants ».

## Situation juridique
La communauté internationale dans son ensemble considère les colonies israéliennes de Cisjordanie illégales au regard du droit international et des résolutions du Conseil de Sécurité des Nations Unies, même si le gouvernement israélien conteste ce point de vue,.